# سبيروس ليفاثينوس
سبيروس ليفاثينوس (باليونانية: Σπύρος Λιβαθηνός)‏ ، من مواليد 8 يناير 1955 ، لاعب كرة قدم يوناني سابق.
لعب مع منتخب اليونان لكرة القدم.

## روابط خارجية
- سبيروس ليفاثينوس على موقع الاتحاد الدولي (مؤرشف)  (الإنجليزية)
- سبيروس ليفاثينوس على موقع قاعدة بيانات كرة القدم.إي يو (الإنجليزية)
- سبيروس ليفاثينوس على موقع ناشيونال فوتبول تيمز (الإنجليزية)